# Lista de episódios de Twin Peaks

Logo da série original.

A série dramática Twin Peaks, criada por Mark Frost e David Lynch, estreou nos Estados Unidos em 8 de abril de 1990 pela ABC e se encerrou no dia 10 de junho de 1991. A programa possui 30 episódios espalhados em duas temporadas. Seu episódio piloto e o primeiro episódio da segunda temporada tinham noventa minutos de duração, enquanto o restante tinham aproximadamente 45 minutos. A ABC cancelou a série devido a uma queda de audiência durante a segunda temporada.
Ambas as temporadas de Twin Peaks foram lançadas em DVD nos EUA, a primeira em 2001 e a segunda em 2007. Uma caixa de DVD contendo a série completa, intitulada "Definite Gold Box Edition", com vários extras adicionais, foi lançada em 30 de outubro de 2007. A série completa mais o filme foram lançados em blu-ray em 29 de junho de 2014.
Twin Peaks segue o Agente Especial do FBI Dale Cooper, enviado para a ficcional cidade de Twin Peaks, Washington, para investigar o assassinato da estudante colegial Laura Palmer. Um filme prequela, intitulado Twin Peaks: Fire Walk with Me, foi lançado no dia 28 de agosto de 1992 como uma tentativa de fazer uma conexão com os eventos que levaram à morte de Laura.
A série era estrelada por Kyle MacLachlan como Cooper, Michael Ontkean como Xerife Harry S. Truman, Mädchen Amick como Shelly Johnson, Dana Ashbrook como Bobby Briggs, Richard Beymer como Benjamin Horne, Lara Flynn Boyle como Donna Hayward, Sherilyn Fenn como Audrey Horne, Warren Frost como Dr. Will Hayward, Peggy Lipton como Norma Jennings, James Marshall como James Hurley, Everett McGill como "Big" Ed Hurley, Jack Nance como Pete Martell, Ray Wise como Leland Palmer, Joan Chen como Josie Packard e Piper Laurie como Catherine Martell. Kimmy Robertson, que interpretava Lucy Moran, foi adicionada ao elenco principal no início da segunda temporada, apesar dela ter aparecido em todos os episódios com a exceção de um. Ray Wise saiu do elenco regular após 17 episódios, voltando para o último.

## Resumo
| Temporada | Temporada         | Episódios         | Exibição original      | Exibição original     | Exibição original |
| Temporada | Temporada         | Episódios         | Estreia da temporada   | Final da temporada    | Emissora          |
| --------- | ----------------- | ----------------- | ---------------------- | --------------------- | ----------------- |
|           | 1                 | 8                 | 4 de abril de 1990     | 23 de maio de 1990    | ABC               |
|           | 2                 | 22                | 30 de setembro de 1990 | 10 de junho de 1991   | ABC               |
|           | Fire Walk with Me | Fire Walk with Me | 28 de agosto de 1992   | 28 de agosto de 1992  | N/A               |
|           | 3                 | 18                | 21 de maio de 2017     | 3 de setembro de 2017 | Showtime          |

## Episódios

### 1.ª Temporada (1990)
A primeira temporada de Twin Peaks foi exibida entre 8 de abril de 1990 e 23 de maio de 1990, e compreende um total de oito episódios. Seu episódio piloto começa com a descoberta do corpo da estudante colegial Laura Palmer envolto em um plástico, um evento que comove os habitantes da pequena cidade de Twin Peaks, Washington. O Xerife Harry S. Truman encarrega a investigação do assassinato de Palmer a Dale Cooper, um excêntrico agente do FBI. Enquanto Cooper se adapta a sua nova vida em Twin Peaks, ele começa a conhecer os residentes da cidade, com cada um se mostrando bizarro e peculiar à sua própria maneira. No decorrer da temporada, a aparência aparentemente normal da cidade começa a se esvair, revelando vários segredos que expõem a verdadeira natureza perturbada de Twin Peaks.
| № | # | Título                                            | Direção             | Roteiro                  | Exibição            | Código de produção | Audiência nos EUA (milhões) |
| --- | - | ------------------------------------------------- | ------------------- | ------------------------ | ------------------- | ------------------ | --------------------------- |
| 1 | 1 | "Pilot" "Northwest Passage"                       | David Lynch         | Mark Frost & David Lynch | 8 de abril de 1990  | 1000               | 34.6                        |
| A cidade de Twin Peaks é abalada quando o corpo da estudante colegial Laura Palmer é encontrado próximo a margem de um rio, envolto em plástico. O Agente do FBI Dale Cooper é chamado pelo xerife local, Harry S. Truman, quando Ronnete Pulaski, uma colega de Laura, é encontrada vagando por uma ponte, entrando em coma pouco depois. Apôs encontrar um pedaço de papel embaixo da unha de Laura, Cooper vê uma conexão entre sua morte e o assassinato de uma garota um ano antes. |   |                                                   |                     |                          |                     |                    |                             |
| 2 | 2 | "Episode 1" "Traces to Nowhere"                   | Duwayne Dunham      | Mark Frost & David Lynch | 12 de abril de 1990 | 1001               | 23.2                        |
| A investigação de Cooper sobre o assassinato de Laura Palmer continua com o interrogatório de James Hurley, namorado secreto da vítima. Enquanto isso, descobre-se que o caminhoneiro Leo Johnson e o psiquiatra Dr. Jacoby estão de alguma forma conectados com o crime. |   |                                                   |                     |                          |                     |                    |                             |
| 3 | 3 | "Episode 2" "Zen, or the Skill to Catch a Killer" | David Lynch         | Mark Frost & David Lynch | 19 de abril de 1990 | 1002               | 19.2                        |
| Cooper conta ao Xerife Truman e seus oficiais sobre seu método único para reduzir os suspeitos sobre o assassinato de Laura. Benjamin Horne recebe seu irmão Jerry com notícias ruins, e eles decidem fazer uma visita ao Jack Caolho. O cínico agente Albert Rosenfield chega em Twin Peaks, e Josie Packard descobre que Catherine Martell está conspirando contra ela. |   |                                                   |                     |                          |                     |                    |                             |
| 4 | 4 | "Episode 3" "Rest in Pain"                        | Tina Rathborne      | Harley Peyton            | 26 de abril de 1990 | 1003               | 16.7                        |
| Cooper tenta decifrar o significado de seu estranho sonho da noite anterior. Norma Jennings descobre que seu marido Hank está tentando uma condicional. O Xerife Truman revela a Cooper a existência de uma sociedade secreta chamada Garotos da Bookhouse e sua missão para lutar contra o mal existente nos bosques de Twin Peaks. A prima de Laura, Maddy, chega na cidade. |   |                                                   |                     |                          |                     |                    |                             |
| 5 | 5 | "Episode 4" "The One-Armed Man"                   | Tim Hunter          | Robert Engels            | 3 de maio de 1990   | 1004               | 17.4                        |
| Surpreendentemente, o homem de um braço só do sonho de Cooper é localizado. No meio tempo, Josie segue Benjamin e Catherine enquanto os dois conspiram contra ela para destruir a Serraria Packard, e ela recebe uma estranha mensagem de Hank Jennings. |   |                                                   |                     |                          |                     |                    |                             |
| 6 | 6 | "Episode 5" "Cooper's Dreams"                     | Lesli Linka Glatter | Mark Frost               | 10 de maio de 1990  | 1005               | 17.3                        |
| Cooper, Truman, o Policial Hawk e o Dr. Hayward se aventuram nos bosques para um revelador encontro com a Senhora do Tronco e a localização da cabana de Jacques Renault. Enquanto isso, Audrey Horne continua tentando ajudar Cooper ao começar a trabalhar na loja de seu pai, ao mesmo tempo que Donna e James realizam sua própria investigação com a ajuda de Maddy. Em outro lugar, Shelly Johnson, esposa de Leo, decide se vingar de seu marido.                                 |   |                                                   |                     |                          |                     |                    |                             |
| 7 | 7 | "Episode 6" "Realization Time"                    | Caleb Deschanel     | Harley Peyton            | 17 de maio de 1990  | 1006               | 15.6                        |
| O Agente Cooper sai em uma missão disfarçado para o Jack Caolho junto com "Big" Ed Hurley para tentar encontrar Jacques Renault, suspeito de ser o mandante do crime. Sem ele saber, Audrey também está disfarçada como uma das garotas do clube. Enquanto isso, Maddy, Donna e James tentam enganar o Dr. Jacoby para roubar uma gravação que Laura fez antes de sua morte. |   |                                                   |                     |                          |                     |                    |                             |
| 8 | 8 | "Episode 7" "The Last Evening"                    | Mark Frost          | Mark Frost               | 23 de maio de 1990  | 1007               | 18.7                        |
| Sob as ordens de Ben Horne, Leo inicia o plano para incendiar a serraria, decidindo matar Shelly, Catherine e Bobby também. Enquanto isso, as coisas ficam violentas quando Cooper consegue atrair Renault para a fronteira canadense e seu envolvimento com a morte de Laura fica claro. |   |                                                   |                     |                          |                     |                    |                             |

### 2.ª Temporada (1990–1991)
A segunda temporada de Twin Peaks foi exibida entre 30 de setembro de 1990 e 10 de junho de 1991, e compreende um total de 22 episódios. Lynch dirigiu os dois primeiros episódios e o sétimo, onde o assassino de Laura Palmer é revelado. Ele também dirigiu o último episódio da temporada (e consequentemente da série). Depois do décimo sexto episódio, "Episode 23" ou "The Condemned Woman", ter ficado na octagésima quinta posição de 89 na tabela de audiência, a ABC colocou a série em um hiato indefinido. Twin Peaks retornou no final de março de 1991, porém, como a audiência não melhorou, a emissora decidiu cancelar a série.
A temporada continua com a investigação de Cooper sobre o assassinato de Laura Palmer. Depois do assassino ser revelado, seu antigo parceiro, Windom Earle, escapa de um hospital psiquiátrico e vai a Twin Peaks para confrontar Cooper. Enquanto isso, a cidade se prepara para o concurso "Miss Twin Peaks", e Cooper tenta resolver o mistério do Black Lodge junto com o Xerife Truman.
| № | #  | Título                                     | Direção             | Roteiro                                                  | Exibição                | Código de produção | Audiência nos EUA (milhões) |
| --- | -- | ------------------------------------------ | ------------------- | -------------------------------------------------------- | ----------------------- | ------------------ | --------------------------- |
| 9 | 1  | "Episode 8" "May the Giant Be with You"    | David Lynch         | Mark Frost (Roteiro) Mark Frost & David Lynch (História) | 30 de setembro de 1990  | 2001               | 19.1                        |
| Após de baleado, Cooper tem uma visão de um misterioso gigante que o ajuda em sua investigação. Albert Rosenfield chega em Twin Peaks na manhã seguinte para auxiliar Cooper e investigar o ataque. Enquanto isso, o cabelo de Leland Palmer fica branco de repente enquanto ele age de forma estranha. James permanece na cadeia depois de ser incriminado por Bobby, que havia colocado a cocaína de Leo na sua moto. Big Ed fica junto de Nadine, que, depois de uma tentativa de suicídio, fica em coma no hospital. Leo também fica em coma após ser baleado por Hank. A serraria é destruída, deixando Catherine e Josie desaparecidas e Pete no hospital. Donna, depois de receber um conselho da Senhora do Tronco, decide retomar seu antigo trabalho no restaurante RR. |    |                                            |                     |                                                          |                         |                    |                             |
| 10 | 2  | "Episode 9" "Coma"                         | David Lynch         | Harley Peyton                                            | 6 de outubro de 1991    | 2002               | 14.4                        |
| No meio de sua investigação, Cooper recebe a notícia de que seu antigo parceiro, Windom Earle, escapou de um hospital psiquiátrico. Enquanto isso, o primeiro dia de Donna no "Refeições sobre Rodas" leva a um estranho encontro com uma mulher e seu neto. Audrey descobre mais sobre a vida dupla de Laura no Jack Caolho, enquanto sua investigação fica cada vez mais perigosa. |    |                                            |                     |                                                          |                         |                    |                             |
| 11 | 3  | "Episode 10" "The Man Behind Glass"        | Lesli Linka Glatter | Robert Engels                                            | 13 de outubro de 1990   | 2003               | 13.7                        |
| Donna encontra um dos diários de Laura na casa de Harold Smith. Blackie mantém Audrey como refém, e planeja extorquir Ben Horne junto com Jean Renault. James e Medelaine se aproximam; enquanto isso, Lucy almoça com Dick Tremayne. O Dr. Jacoby passa por uma sessão de hipnose, levando a uma prisão; e Nadine acorda de seu coma muito diferente do que era antes. |    |                                            |                     |                                                          |                         |                    |                             |
| 12 | 4  | "Episode 11" "Laura's Secret Diary"        | Todd Holland        | Jerry Stahl, Mark Frost, Harley Peyton & Robert Engels   | 20 de outubro de 1990   | 2004               | 12.8                        |
| Cooper e Truman prendem Leland depois dele confessar o assassinato de Jacques Renault. Hank e Norma arrumam o RR ao ouvirem que o crítico M.T. Wentz vai visitar Twin Peaks. Enquanto isso, Jean Renault envia uma fita de Audrey a Ben Horne, exigindo US$ 125.000 de resgate e Cooper como o entregador. Com a ajuda de Truman, Cooper investiga a sequestro de Audrey. Josie retorna, dizendo ter ido para Seattle em negócios, descobrindo que Catherine morreu no incêndio. Mais tarde, um misterioso homem japonês, Sr. Tojamura, chega à cidade. |    |                                            |                     |                                                          |                         |                    |                             |
| 13 | 5  | "Episode 12" "The Orchid's Curse"          | Graeme Clifford     | Barry Pullman                                            | 27 de outubro de 1990   | 2005               | 11.4                        |
| Cooper e Truman invadem o Jack Caolho para resgatarem Audrey. Donna e Medelaine planejam roubar o diário secreto de Laura de Harold Smith. Ben Horne recebe uma proposta de negócios do Sr. Tojamura, enquanto Bobby e Shelly reiniciam seu relacionamento, mesmo com o catatônico Leo na casa. |    |                                            |                     |                                                          |                         |                    |                             |
| 14 | 6  | "Episode 13" "Demons"                      | Lesli Linka Glatter | Harley Peyton & Robert Engels                            | 3 de novembro de 1990   | 2006               | 11.3                        |
| Shelly e Bobby fazem uma "festa" para Leo. O chefe de Cooper, Gordon Cole, o visita para avisá-lo sobre Windom Earle. Josie faz negócios com Ben Horne e Leland volta a trabalhar. O homem de um braço só revela informações sobre Bob. |    |                                            |                     |                                                          |                         |                    |                             |
| 15 | 7  | "Episode 14" "Lonely Souls"                | David Lynch         | Mark Frost                                               | 10 de novembro de 1990  | 2007               | 17.2                        |
| Ben é interrogado depois de Audrey confrontá-lo sobre o Jack Caolho, passando a informação para Cooper. Andy reflete sobre a carta de suicídio de Harold Smith. Problemas financeiros acabam com a felicidade de Bobby e Shelly, enquanto Pete descobre os planos de Tojamura. A vida de Ed continua difícil já que Nadine achar ser uma adolescente. A Senhora do Tronco leva Cooper até a Casa da Estrada. |    |                                            |                     |                                                          |                         |                    |                             |
| 16 | 8  | "Episode 15" "Drive with a Dead Girl"      | Caleb Deschanel     | Scott Frost                                              | 17 de novembro de 1990  | 2008               | 13.3                        |
| Jerry tenta defender Ben, preso acusado pela morte de Laura. Cooper duvida que ele tenha cometido o assassinato, porém Truman discorda. Mais tarde, Pete visita Ben com uma mensagem gravada de Catherine, disposta a bancar seu álibi, se ele lhe der suas propriedades. Enquanto isso, o verdadeiro assassino, Leland, possuído por Bob, coloca o corpo de Maddy em uma sacola de golfe, deixando outras evidências para incriminar Ben. Em outro lugar, a mãe de norma, Vivian Smythe, chega para visitá-la com seu novo marido, ao mesmo tempo que Hank reaparece depois de vários dias. Mais tarde, o homem de um braço só foge, avisando a polícia que Bob está por perto.                                                                                                  |    |                                            |                     |                                                          |                         |                    |                             |
| 17 | 9  | "Episode 16" "Arbitrary Law"               | Tim Hunter          | Mark Frost, Harley Peyton & Robert Engels                | 1 de dezembro de 1990   | 2009               | 12.4                        |
| Com o pedaço do diário de Laura, Cooper descobre que eles compartilharam o mesmo sonho. Catherine faz Ben lhe entregar a posse da serraria. Andy e Tremayne – pais em potencial do filho de Lucy – se confrontam. James deixa a cidade, e o assassino de Laura é desmascarado. |    |                                            |                     |                                                          |                         |                    |                             |
| 18 | 10 | "Episode 17" "Dispute Between Brothers"    | Tina Rathborne      | Tricia Brock                                             | 8 de dezembro de 1990   | 2010               | 11.1                        |
| Amigos se juntam à Sarah Palmer no enterro de Leland. Cooper se prepara para deixar Twin Peaks, porém eventos inesperados o mantém na cidade. O editor do Twin Peaks Gazette discute com seu irmão, o prefeito; Renault recruta Hank e Ernie para incriminar Cooper; Nadine se matricula na escola, e o Major Briggs, pescando com Cooper, tem um estranho encontro nos bosques. |    |                                            |                     |                                                          |                         |                    |                             |
| 19 | 11 | "Episode 18" "Masked Ball"                 | Duwayne Dunham      | Barry Pullman                                            | 15 de dezembro de 1990  | 2011               | 12.1                        |
| Cooper é investigado pelo FBI e pelo DEA por seu papel na invasão do Jack Caolho. Nadine se apaixona por Mike Nelson. James ajuda uma bonita mulher a concertar o carro de seu marido. Hank confronta Ben. Um antigo amigo de Cooper, Dennis Bryson, chega em Twin Peaks com sua aparência modificada. Catherine força Josie ser sua empregada, e Andrew Packard aparece vivo. |    |                                            |                     |                                                          |                         |                    |                             |
| 20 | 12 | "Episode 19" "The Black Widow"             | Caleb Deschanel     | Harley Peyton & Robert Engels                            | 12 de janeiro de 1991   | 2012               | 10.3                        |
| Cooper encontra cocaína em uma casa abandonada que Renault usa; Ben manda Bobby seguir Hank; Dougie Milford morre em circunstâncias incomuns; Nadine, com uma força sobre-humana, se junta a equipe de luta da escola; e, mesmo com a volta do Major Briggs, a investigação de seu desaparecimento revela uma estranha presença nos bosques de Twin Peaks. |    |                                            |                     |                                                          |                         |                    |                             |
| 21 | 13 | "Episode 20" "Checkmate"                   | Todd Holland        | Harley Peyton                                            | 19 de janeiro de 1991   | 2013               | 9.8                         |
| Cooper vira refém de Renault; Andy e Tremayne investigam o passado de Nicky; Ben entra em uma fantasia em que ele é um general da Guerra Civil; James sucumbe aos charmes de Evelyn, que possui um segredo mortal; Ed e Norma se entregam à sua antiga paixão; Hank confronta Ed, e o antigo parceiro de Cooper, Windom Earle, deixa uma cena terrível na estação de polícia. |    |                                            |                     |                                                          |                         |                    |                             |
| 22 | 14 | "Episode 21" "Double Play"                 | Uli Edel            | Scott Frost                                              | 2 de fevereiro de 1991  | 2014               | 8.7                         |
| Cooper conta a Truman sua história com Windom Earle; Leo acorda de seu coma; Audrey fez um acordo de negócios com Bobby enquanto eles tentam salvar a sanidade de Ben; quando o marido de Evelyn morre, James percebe que foi incriminado; Thomas Eckhardt, antigo amante de Josie e o homem que tentou matar Andrew Packard, retorna. |    |                                            |                     |                                                          |                         |                    |                             |
| 23 | 15 | "Episode 22" "Slaves and Masters"          | Diane Keaton        | Harley Peyton & Robert Engels                            | 9 de fevereiro de 1991  | 2015               | 8.2                         |
| Cooper encontra evidências sobre quem o baleou, e recebe a ajuda de Pete para tentar derrotar Earle em uma partida mortal de xadrez; Donna tenta desesperadamente salvar James, que é suspeito da morte do marido de Evelyn; Shelly volta a trabalhar; Nadine termina com Ed para ficar com Mike, e Catherine usa Josie para enganar Eckhardt. |    |                                            |                     |                                                          |                         |                    |                             |
| 24 | 16 | "Episode 23" "The Condemned Woman"         | Lesli Linka Glatter | Tricia Brock                                             | 16 de fevereiro de 1991 | 2016               | 7.8                         |
| Ed pede Norma em casamento; James e Donna terminam; Audrey reencontra um rico admirador de seu passado; Earle envia um quebra-cabeça para Donna, Audrey e Shelly; Hank é preso pela tentativa de assassinato de Leo, e Josie é forçada a se encontrar com Eckhardt – um encontra que termina em tragédia. |    |                                            |                     |                                                          |                         |                    |                             |
| 25 | 17 | "Episode 24" "Wounds and Scars"            | James Foley         | Barry Pullman                                            | 28 de março de 1991     | 2017               | 9.2                         |
| A irmão de Norma, Annie, deixa o convento e volta para Twin Peaks, com Cooper se apaixonando por ela; Truman entra em depressão; Catherine recebe uma misteriosa caixa de Eckhardt; começa a organização do concurso "Miss Twin Peaks", e Ben encontra uma modo muito esperto para impedir o projeto de Catherine. |    |                                            |                     |                                                          |                         |                    |                             |
| 26 | 18 | "Episode 25" "On the Wings of Love"        | Duwayne Dunham      | Harley Peyton & Robert Engels                            | 4 de abril de 1991      | 2018               | 9.2                         |
| Cooper e os oficiais de polícia investigam a Caverna da Coruja; Truman acorda com uma bela mulher em sua cama; Audrey e John Wheeler começam um relacionamento; Windom Earle entra na vida de suas vítimas em potencial, e Audrey e Donna veem a Sra. Hayward se encontrar com Ben. |    |                                            |                     |                                                          |                         |                    |                             |
| 27 | 19 | "Episode 26" "Variations on Relations"     | Jonathan Sanger     | Mark Frost & Harley Peyton                               | 11 de abril de 1991     | 2019               | 7.9                         |
| Cooper e Truman tentam decifrar as inscrições da Caverna da Coruja; Pete e Catherine ficam obcecados pela caixa quebra-cabeça; Annie e Cooper se aproximam; Gordon Cole se apaixona por Shelly; Tremayne realiza um evento de degustação de vinho no Great Northern, e Windom Earle realiza seu próximo movimento. |    |                                            |                     |                                                          |                         |                    |                             |
| 28 | 20 | "Episode 27" "The Path to the Black Lodge" | Stephen Gyllenhaal  | Harley Peyton & Robert Engels                            | 18 de abril de 1991     | 2020               | 7.4                         |
| Windom Earle captura o Major Briggs para interrogá-lo sobre o quanto ele sabe sobre as pinturas da Caverna da Coruja; Cooper recebe uma mensagem vinda do outro lado; Donna faz uma descoberta em sua certidão de nascimento; Ed termina com Nadine, já que ele e Norma decidem seguir em frente com seus planos; e Wheeler deixa a cidade enquanto Audrey o procura para se despedir. |    |                                            |                     |                                                          |                         |                    |                             |
| 29 | 21 | "Episode 28" "Miss Twin Peaks"             | Tim Hunter          | Barry Pullman                                            | 10 de junho de 1991     | 2021               | 10.4                        |
| Graças a Andy, Cooper e Truman decifram parte do segredo do Black Lodge; Cooper ajuda Annie a se preparar para o "Miss Twin Peaks"; o Major Briggs consegue fugir de Earle; Catherine continua a batalhar contra sua caixa preta; Lucy escolhe o pai de seu bebê; e o concurso Miss Twin Peaks passa de frivolidade para terror. |    |                                            |                     |                                                          |                         |                    |                             |
| 30 | 22 | "Episode 29" "Beyond Life and Death"       | David Lynch         | Mark Frost, Harley Peyton & Robert Engels                | 10 de junho de 1991     | 2022               | 10.4                        |
| Cooper deve superar seus maiores medos e perseguir Windom Earle, que capturou Annie, até o sinistro domínio do Black Lodge. Enquanto isso, a verdadeira Nadine acorda depois de ser atingida na cabeça durante o concurso "Miss Twin Peaks", ficando devastada ao ver Big Ed com Norma. O Dr. Hayward ataca Ben Horne por interhferir nos assuntos de sua família; e enquanto Truman e Andy esperam a volta de Cooper, Audrey arma um ato de desobediência civil no banco da cidade. |    |                                            |                     |                                                          |                         |                    |                             |

### The Return (2017)
Uma temporada especial com dezoito episódios, ocorrendo 25 anos depois dos eventos do último episódio da segunda temporada, foi exibido pelo Showtime de maio de 2017 à 3 de setembro de 2017. Todos os episódios foram escritos por Lynch e Frost e dirigidos por Lynch.
| N.º geral | N.º na temp. | Título                                               | Dirigido por | Escrito por              | Exibição original     | Audiência (milhões) |
| --------- | ------------ | ---------------------------------------------------- | ------------ | ------------------------ | --------------------- | ------------------- |
| 31        | 1            | "Part 1" "My Log Has a Message for You"              | David Lynch  | Mark Frost & David Lynch | 21 de maio de 2017    | 0.506               |
| 32        | 2            | "Part 2" "The Stars Turn and a Time Presents Itself" | David Lynch  | Mark Frost & David Lynch | 21 de maio de 2017    | 0.506               |
| 33        | 3            | "Part 3" "Call for Help"                             | David Lynch  | Mark Frost & David Lynch | 28 de maio de 2017    | 0.195               |
| 34        | 4            | "Part 4" "...Brings Back Some Memories"              | David Lynch  | Mark Frost & David Lynch | 28 de maio de 2017    | 0.195               |
| 35        | 5            | "Part 5" "Case Files"                                | David Lynch  | Mark Frost & David Lynch | 4 de junho de 2017    | 0.254               |
| 36        | 6            | "Part 6" "Don't Die"                                 | David Lynch  | Mark Frost & David Lynch | 6 de junho de 2017    | 0.270               |
| 37        | 7            | "Part 7" "There's a Body All Right"                  | David Lynch  | Mark Frost & David Lynch | 18 de junho de 2017   | 0.294               |
| 38        | 8            | "Part 8" "Gotta Light?"                              | David Lynch  | Mark Frost & David Lynch | 25 de junho de 2017   | 0.246               |
| 39        | 9            | "Part 9" "This Is the Chair"                         | David Lynch  | Mark Frost & David Lynch | 9 de julho de 2017    | 0.355               |
| 40        | 10           | "Part 10" "Laura Is the One"                         | David Lynch  | Mark Frost & David Lynch | 16 de julho de 2017   | 0.267               |
| 41        | 11           | "Part 11" "There's Fire Where You Are Going"         | David Lynch  | Mark Frost & David Lynch | 23 de julho de 2017   | 0.219               |
| 42        | 12           | "Part 12" "Let's Rock"                               | David Lynch  | Mark Frost & David Lynch | 30 de julho de 2017   | 0.240               |
| 43        | 13           | "Part 13" "What Story is That, Charlie?"             | David Lynch  | Mark Frost & David Lynch | 6 de agosto de 2017   | 0.280               |
| 44        | 14           | "Part 14" "We Are Like the Dreamer"                  | David Lynch  | Mark Frost & David Lynch | 13 de agosto de 2017  | 0.253               |
| 45        | 15           | "Part 15" "There's Some Fear in Letting Go"          | David Lynch  | Mark Frost & David Lynch | 20 de agosto de 2017  | 0.329               |
| 46        | 16           | "Part 16" "No Knock, No Doorbell"                    | David Lynch  | Mark Frost & David Lynch | 27 de agosto de 2017  | 0.267               |
| 47        | 17           | "Part 17" "The Past Dictates the Future"             | David Lynch  | Mark Frost & David Lynch | 3 de setembro de 2017 | 0.254               |
| 48        | 18           | "Part 18" "What Is Your Name?"                       | David Lynch  | Mark Frost & David Lynch | 3 de setembro de 2017 | 0.240               |

## Títulos dos episódios
Os criadores Mark Frost e David Lynch não designaram títulos para os episódios, apenas números. Quando a série foi exibida na Alemanha, títulos foram criados e usados, que mais tarde foram traduzidos para o inglês. Os episódios não estão intitulados nos DVDs, porém os títulos aparecem na página oficial de Twin Peaks da CBS. "Episode 2", conhecido como "Zen, or the Skill to Catch a Killer" também é chamado de "Zen and the Art of Killer-Catching". Quando os dois últimos episódios foram exibidos na Alemanha, eles foram ao ar em uma transmissão única, com apenas o último episódio recebendo um título. Os fãs então decidiram intitular o penúltimo episódio de "Miss Twin Peaks", que é o título que aparece no site da CBS. Quando esse mesmo episódio foi reprisado na Alemanha em 1996, ele recebeu um outro título, que traduzido para o inglês ficava "The Night of the Decision".

## Audiência
| Temporada | Temporada | Ep. 1 | Ep. 2 | Ep. 3 | Ep. 4 | Ep. 5 | Ep. 6 | Ep. 7 | Ep. 8 | Ep. 9 | Ep. 10 | Ep. 11 | Ep. 12 | Ep. 13 | Ep. 14 | Ep. 15 | Ep. 16 | Ep. 17 | Ep. 18 | Ep. 19 | Ep. 20 | Ep. 21 | Ep. 22 |
| --------- | --------- | ----- | ----- | ----- | ----- | ----- | ----- | ----- | ----- | ----- | ------ | ------ | ------ | ------ | ------ | ------ | ------ | ------ | ------ | ------ | ------ | ------ | ------ |
|           | 1         | 34.6  | 23.2  | 19.2  | 16.7  | 17.4  | 17.3  | 15.6  | 18.7  | N/A   | N/A    | N/A    | N/A    | N/A    | N/A    | N/A    | N/A    | N/A    | N/A    | N/A    | N/A    | N/A    | N/A    |
|           | 2         | 19.1  | 14.4  | 13.7  | 12.8  | 11.4  | 11.3  | 17.2  | 13.3  | 12.4  | 11.1   | 12.1   | 10.3   | 9.8    | 8.7    | 8.2    | 7.8    | 9.2    | 9.2    | 7.9    | 7.4    | 10.4   | 10.4   |

| Temporada | Temporada  | Ep. 1 | Ep. 2 | Ep. 3 | Ep. 4 | Ep. 5 | Ep. 6 | Ep. 7 | Ep. 8 | Ep. 9 | Ep. 10 | Ep. 11 | Ep. 12 | Ep. 13 | Ep. 14 | Ep. 15 | Ep. 16 | Ep. 17 | Ep. 18 |
| --------- | ---------- | ----- | ----- | ----- | ----- | ----- | ----- | ----- | ----- | ----- | ------ | ------ | ------ | ------ | ------ | ------ | ------ | ------ | ------ |
|           | The Return | 506   | 506   | 195   | 195   | 254   | 270   | 294   | 246   | 355   | 267    | 219    | 240    | 280    | 253    | 329    | 267    | 254    | 240    |